# Flughafen Rodez-Aveyron

i7
i11
i13
Der Flughafen Rodez-Aveyron (ehemals Flughafen Rodez-Marcellac) (frz. Aéroport Rodez-Aveyron, IATA-Code: RDZ, ICAO-Code: LFCR) liegt in der französischen Kommune Salles-la-Source, 12 Kilometer nordwestlich von Rodez im Département Aveyron. Betreiber des Flughafens ist die Industrie- und Handelskammer (CCI) Aveyron.

## Technik am Flughafen
Das Terminal hat eine Größe von 1000 m² für maximal 165.000 Passagiere. Am Flughafen kann Jet A1 und AVGAS getankt werden. Es ist ein ILS der Cat I vorhanden. PAPI und HI/BI stehen zur Verfügung.

## Flugverbindungen
Volotea fliegt nach Paris Orly, Ryanair nach Dublin, London und Charleroi. Deutschsprachige  Länder werden aktuell (2024) nicht angeflogen.

## Zwischenfälle
- Am 28. Januar 1979 wurde eine Fokker F-27-500 Friendship der französischen Air Rouergue (Luftfahrzeugkennzeichen F-BYAH) auf einem Testflug vom und zum Flughafen Rodez-Marcellac 17,4 Kilometer südöstlich des Flughafens im Anflug auf die Landebahn 31 gegen einen wolkenverhangenen Berg geflogen, als sie in Vorbereitung auf einen ILS-Anflug einschwenkte. An Bord befanden sich außer den beiden Piloten auch zwei Mechaniker, ein Fokker-Techniker und ein Pilot von Air Alpes. Faktoren waren eine mangelnde Flugvorbereitung, die Nichtverwendung des Funkhöhenmessers und ein möglicher Schwerpunkt außerhalb der zulässigen Grenzen, welcher die Längsmanövrierfähigkeit beeinträchtigte. Außerdem war im Cockpit keine Anflugkarte für diesen Flugplatz vorhanden. Durch diesen CFIT (Controlled flight into terrain) wurden 5 der 6 Insassen getötet.[3]